# أنا، هي والأخريات
أنا٬ هي والأخريات رواية للروائية والصحافية اللبنانية جنى الحسن. صدرت الرواية لأوّل مرة عام 2012 عن الدار العربية للعلوم ناشرون في لبنان. ودخلت في القائمة النهائية «القصيرة» للجائزة العالمية للرواية العربية لعام 2013، المعروفة باسم «جائزة بوكر العربية».

## حول الرواية
شخصية الرواية الرئيسية امرأة تدعى «سحر». تشعر سحر بالوحشة والفراغ٬ داخل أسرتها٬ وبعد الزواج٬ أرادت أن تكون صورة مغايرة لأمها٬ إلّا أنّها بزواجها من «سامي» وجدت نفسها تسير في نفس مسار والدتها، إذ لم تجد ملاذًا في حياتها الزوجية إلا في اصطناع الآخر في مخيلتها كي يكملها وجدانيًا وفكريًا. هي رواية مبتكرة من حيث بنائها الفني٬ وتحاول أن تقدم تحليلًا لروح ونفسية المرأة، بلغة فلسفية عميقة٬ مع تعاطف إنساني قوي.